# 流星空手打ち
『流星空手打ち』（りゅうせいからてうち）は、1956年（昭和31年）1月29日（日曜日）に公開された日本の映画。製作は東映。主演は高倉健。「電光空手打ち」（同時上映の一本）の続編。

## スタッフ
- 監督：津田不二夫
- 脚本：小林太平
- 企画：光川仁朗
- 原作：牧野吉晴
- 撮影：福島宏
- 音楽：大久保徳二郎
- 美術：中村修一郎
- 録音：加瀬嘉士・廣上庄三
- 照明：森澤淑明

## キャスト
- 忍勇作：高倉健
- 鹿島耕三：波島進
- 鹿島陽子：春日とも子
- 湖城志那子：浦里はるみ
- 名越義仙：山形勲
- 比嘉三郎：神田隆
- 若杉真吾：佐原広二
- 中里恒子：藤里まゆみ
- 中里克明：北峰有二
- 赤田鉄才：岩城力
- 芸者駒勇：日野明子
- 鹿島耕助：曾根秀介
- 木村巳之助：小島洋々
- 肥田喜三郎：藤井貢
- 吉田大八：立松晃
- 大五郎親分：花沢徳衛
- 遠州の爺さん：左卜全
- 嘉治正五郎：須藤健
- 広道館浅倉修：牧野狂介
- 与太者：久保一

## 同時上映
- 『大地の侍』
- 『電光空手打ち』

| スタブアイコン | サブスタブ | この項目は、まだ閲覧者の調べものの参照としては役立たない、映画に関連した書きかけの項目です。この項目を加筆・訂正などしてくださる協力者を求めています（P:映画/PJ:映画）。 |